# Pixel 4a
Pixel 4a及Pixel 4a (5G)是由Google发布的Android智能手机，为Pixel 4系列的对应中端配置机型，同时也是继Pixel 3a系列后，Google推出的又一款中端配置Pixel手机。其中Pixel 4a于2020年8月3日正式公布，并于8月20日开始在全球部分国家和地区正式发售。而Pixel 4a (5G)则于2020年9月30日正式公布，并于2020年10月15日开始在部分国家和地区发售，这是Google首次推出支持5G的中端价位手机。和过往Google Pixel系列机型不同的是，Pixel 4a没有对应的XL版本。
Pixel 4a原计划在2020年5月中旬进行的Google I/O大会上发布，然而受2019冠状病毒病疫情影响，Google决定取消2020年I/O大会，Pixel 4a的发布也被迫延期。
从2020年开始，Google将Pixel系列中端价位机型的生产线由中国大陆迁至越南，该机型也成为Pixel系列首个主要在越南生产及组装的机型。

## 规格

### 设计

Pixel 4a黑色版的背部略图，其中左上角的方形为摄影模组，摄影模组右下角的圆形为指纹识别传感器

与过往Google Pixel系列机型各提供三种不同颜色版本的是，Pixel 4a仅有“纯粹黑”（Just Black，电源按钮为薄荷绿）和“刚好蓝”（Barely Blue，电源按钮为橙色）两种颜色版本，Pixel 4a (5G)则仅有“纯粹黑”（Just Black，电源按钮为淡紫色）和“就是白”（Clearly White，电源按钮为薄荷绿）两种颜色版本。该系列机型正面采用左上角单挖孔全面屏设计，背面及侧面使用聚碳酸酯材质。屏幕材质方面，该系列两款机型采用的并非Pixel 3a系列的旭硝子Dragontrail，而是康宁大猩猩玻璃3。屏幕规格方面，Pixel 4a的尺寸为5.81英寸，Pixel 4a (5G)则为6.2英寸，两款手机的屏幕高宽比均为19.5:9。

### 硬件
Pixel 4a搭载高通骁龙730G、6GB内存以及128GB的手机内部存储空间，并配备容量为3140mAh的电池；Pixel 4a (5G)则搭载高通骁龙765G、6GB内存以及128GB的手机内部存储空间，并配备容量为3885mAh的电池。与Pixel 4系列不同的是，该系列手机既不支持无线充电，也不防水，同时也没有搭载“Pixel神经核心（Pixel Neural Core）”芯片、用于Motion Sense手势识别的Project Soli雷达感应器以及用于启动Google助理的Active Edge边框挤压传感器，但保留Pixel 2系列开始缺失的3.5毫米音频接口以及Pixel 4系列缺失的背部指纹识别传感器。两款手机底部均包含可用于充电及连接其他设备的USB-C接口以及扬声器。
Pixel 4a系列采用FHD+OLED屏幕，分辨率为1080P，和Pixel 4系列不同的是，该系列机型并不支持90Hz刷新率。
Pixel 4a (5G)与Pixel 4a相比，新增对5G网络的支持，Pixel 4a (5G)也因此与Pixel 5一并成为Google推出的首批支持5G网络的机型，然而Pixel 4a (5G)非合约机版本仅支持6GHz以下频段，额外提供毫米波支持的版本机型为Verizon合约机，仅在美国发售。

#### 相机
Pixel 4a系列的后置摄像头模组对应Pixel 4系列的设计，同样使用方形模组，其中Pixel 4a拍摄模组内仅配备一个1220万像素的摄像头和一个闪光灯，Pixel 4a (5G)拍摄模组内则配备一个1220万像素摄像头、一个1600万像素摄像头、一个闪光灯和一个传感器。两款机型的前置摄像头均为800万像素，位于屏幕左上方的挖孔区域中。Pixel 4a在拍摄方面的特性与Pixel 4系列大致上相同，然而受硬件限制，Pixel 4a在拍摄表现上和Pixel 4系列相比存在一定差距。Pixel 4a (5G)则在前代Pixel手机既有特性的基础上，额外新增超广角拍摄及电影运镜功能。拍摄帧率方面，Pixel 4a在1080P分辨率下仅支持最大120帧录制，4K下仅支持30帧录制；Pixel 4a (5G)在1080P分辨率下支持最大240帧录制，4K下支持最大60帧录制。
Pixel 4a (5G)刚推出时，两个后置摄像头均支持天文摄影模式，然而Google在2020年11月的更新当中移除了对超广角镜头天文摄影的支持，致使该手机的用户只能在大于或等于1倍的变焦设置上使用天文摄影模式。

### 软件
Pixel 4a的出厂原装系统为Android 10，Pixel 4a (5G)则为Android 11。Google计划为该系列手机提供三年的系统更新支持。应用方面，该系列手机与Pixel 4系列同样预装Google Recorder以及新版Google助理。
2023年底起，Pixel 4a不再受支持。不過2025年1月8日起，Pixel 4a又收到一則更新，该更新将解决电池過熱问题，但該更新會可能會讓电池的寿命縮短。電池壽命受影響的用戶可以选择讓Google免费更换电池、獲得50美元的现金補償或在Google的在线商店购买新Pixel手机時獲得100美元的折扣。

## 反响
Pixel 4a方面，CNET的琳恩·拉（Lynn La）给予该手机8.4分的评分（满分为10分），认为该机型为同一价位手机中，拍摄质量最好的；The Verge的迪特·博恩（Dieter Bohn）表扬了该手机出色的照片拍摄表现，以及尚可接受的续航能力，但批评该机视频录制表现一般，同时缺乏无线充电；《纽约时报》的布莱恩·陈（Brian Chen）将Pixel 4a与其同时期竞品iPhone SE第二代进行了比较，认为前者在拍摄、屏幕、续航及内置存储上胜过后者，但在耐久性及操作表现上则不如后者；《卫报》的塞缪尔·吉布斯（Samuel Gibbs）则称该手机操作流畅，同时续航能力亦优于Pixel 3a XL及iPhone SE第二代，但其塑料机身设计令手感逊于金属及玻璃材质手机，另外该手机也不支持防水。
Pixel 4a (5G)方面，CNET的琳恩·拉给予该手机的评分为8.7分（满分为10分），认为该机型作为支持5G网络的手机来说价格较合适。The Verge的迪特·博恩给予该手机7.5分的评分（满分为10分），称赞该手机屏幕较大、拍摄质量出色、续航能力较好，但批评该机缺乏防水和无线充电，以及价格偏高。Engadget的谢琳·洛（Cherlynn Low）给予该手机86分的评分（满分为100分），称该机的超广角镜头、视频拍摄稳定模式、拥有耳机接口及Google软件是亮点，但手机的外表设计较为普通，同时该机容易与Pixel 4a和Pixel 5混淆。《独立报》的安德鲁·格里芬（Andrew Griffin）称该机在拍摄、续航、设计等方面都有进步，但认为Pixel 4a (5G)这一名称存在一些误导性，因为Pixel 5相对于Pixel 4a拥有与该机型更多的相似点。